# NGC 7448
NGC 7448 est une galaxie spirale située dans la constellation de Pégase. Sa vitesse par rapport au fond diffus cosmologique est de 1 828 ± 26 km/s, ce qui correspond à une distance de Hubble de 27,0 ± 1,9 Mpc (∼88,1 millions d'al). NGC 7448 a été découverte par l'astronome germano-britannique William Herschel en 1784.

## Description
La classe de luminosité de NGC 7448 est II-III et elle présente une large raie HI. La luminosité de la NGC 7448 dans l'infrarouge lointain (de 40 à 400 µm) est égale à 2,14 × 1010 {\displaystyle L_{\odot }} (1010,33{\displaystyle L_{\odot }}) et sa luminosité totale dans l'infrarouge (de 8 à 1 000 µm) est de 2,69 × 1010 {\displaystyle L_{\odot }} (1010,43{\displaystyle L_{\odot }}).
Selon la base de données Simbad, NGC 7448 est une galaxie candidate au titre de galaxie active. 
NGC 7448 figure dans l'atlas des galaxies particulières d'Halton Arp sous la cote Arp 13 en tant que galaxie à brillance de surface élevée.
À ce jour, 32 mesures non basées sur le décalage vers le rouge (redshift) donnent une distance de 24,184 ± 7,198 Mpc (∼78,9 millions d'al), ce qui est à l'intérieur des valeurs de la distance de Hubble.

## Supernova
Trois supernovas ont été observées dans NGC 7448: SN 1980L, SN 1997dt et SN 2022wsp.

### SN 1980L
Cette supernova a été découverte le 8 octobre 1980 par Inasaridze. D'une magnitude apparente de 13,5 au moment de sa découverte, son type n'a pu être identifié.

### SN 1997dt
Cette supernova a été découverte le 22 novembre 1997 par les astronomes chinois Q. Y. Qiao, Y. L. Qiu, W. D. Li et J. Y. Hu de l'observatoire astronomique de Pékin (BAO), et par A. Esamdin de l'observatoire astronomique de Xinjiang (en). D'une magnitude apparente de 15,3 au moment de sa découverte, elle était de type Ia.

### SN 2022wsp
Cette supernova a été découverte le 2 octobre 2022 par le projet DLT40. D'une magnitude apparente de 17,1 au moment de sa découverte, elle était de type II.

## Groupe de NGC 7448
Selon A. M. Garcia, NGC 7448 est membre d'un groupe de galaxies qui porte son nom. Le groupe de NGC 7448 renferme au moins 8 membres. Les autres galaxies du groupe sont NGC 7454, NGC 7464, NGC 7465, NGC 7468, et les trois galaxies du catalogue UGC 12313, 12321 et 12350. 
Deux publications parues en 1991 et 1992 à propos du groupe de NGC 7448, rajoutent à ce dernier la galaxie spirale NGC 7463,. Sachant que NGC 7463 forme un système de galaxies en interaction gravitationnelle avec NGC 7464 et UGC 12313 (deux membres du groupe selon Garcia),, il est donc probable qu'elle en soit membre. De plus, dans un article publié en 1998, l'astronome arménien Abraham Mahtessian inclut également NGC 7463 dans le même groupe que NGC 7468. 
La distance de Hubble de NGC 7463 est égale à 29,19 ± 2,08 Mpc (∼95,2 millions d'al), alors que la moyenne des distances et de leur incertitude des huit sont égaux à 24,98 ± 2,79 Mpc (∼81,5 millions d'al). La distance de Hubble est donc tout juste à l'extérieur de la moyenne des huit autres galaxies et il est fort probable qu'elle fasse partie du groupe de NGC 7448.
Dans un article publié en 2006, Chandreyee Sengupta et Ramesh Balasubramanyam font aussi mention du groupe de NGC 7448 avec les mêmes galaxies que Garcia et NGC 7463 ne s'y trouve pas . Toutes les galaxies de ce groupe sont de faible émettrice de rayon X.